# Blepharoneura atomaria
Blepharoneura atomaria es una especie de insecto del género Blepharoneura de la familia Tephritidae del orden Diptera.

## Historia
Fabricius la describió científicamente por primera vez en el año 1805.